# Judo en los Juegos del Pacífico 2019
El Judo en los Juegos del Pacífico 2019 se llevó a cabo del 16 al 17 de julio en el Falaeta Sports Complex en Apia, Samoa.

## Resultados

### Masculino
| Evento       | Oro                               | Plata                                | Bronce                                                         | Ref   |
| ------------ | --------------------------------- | ------------------------------------ | -------------------------------------------------------------- | ----- |
| −60 kg       | Charles Cure Nueva Caledonia      | Cameron Fayard Nueva Caledonia       | Tony Lomo Islas SalomónMaxence Cugola Vanuatu                  | [ 3 ] |
| −66 kg       | David Mai Nueva Caledonia         | Ugo Langlois Nueva Caledonia         | Tylon Benjamin NauruGaston Descamps Polinesia Francesa         | [ 3 ] |
| −73 kg       | Jason Appavou Nueva Caledonia     | Jeremy Le Corvaisier Nueva Caledonia | Alistar Sukhamana Islas SalomónGaston Lafon Polinesia Francesa | [ 3 ] |
| −81 kg       | Joshter Andrew Guam               | Toanui Lucas Polinesia Francesa      | Peniamina Percival SamoaMaevarau Le Gayic Polinesia Francesa   | [ 3 ] |
| −90 kg       | William Fayard Nueva Caledonia    | Julien Ragusa Polinesia Francesa     | David Chevalier Polinesia FrancesaOvini Uera Nauru             | [ 3 ] |
| −100 kg      | Romain Desfour Polinesia Francesa | Claude Cretin Nueva Caledonia        | Sailosi Ealelei TongaJoshua Kam Nauru                          | [ 3 ] |
| +100 kg      | Teva Gouriou Nueva Caledonia      | David Put Nueva Caledonia            | Finetu'ui Moala TongaDerek Sua Samoa                           | [ 3 ] |
| Ligero Libre | Jason Appavou Nueva Caledonia     | Ugo Langlois Nueva Caledonia         | David Mai Nueva CaledoniaGaston Lafon Polinesia Francesa       | [ 3 ] |
| Pesado Libre | Cyril Gaudemer Polinesia Francesa | Finetu'ui Moala Tonga                | William Fayard Nueva CaledoniaTeva Gouriou Nueva Caledonia     | [ 3 ] |
| Equipos      | Nueva Caledonia                   | Polinesia Francesa                   | Samoa                                                          | [ 3 ] |

### Femenino
| Evento       | Oro                                  | Plata                                  | Bronce                                                                     | Ref   |
| ------------ | ------------------------------------ | -------------------------------------- | -------------------------------------------------------------------------- | ----- |
| −57 kg       | Rosa Delots Nueva Caledonia          | Jaycee Brival Nueva Caledonia          | Laetitia Wuilmet Polinesia FrancesaMaria Annette Gay Samoa                 | [ 3 ] |
| −63 kg       | Nathalyn Takayawa Fiyi               | Teipoteani Tevenino Polinesia Francesa | Teraimatuatini Bopp Polinesia FrancesaMaiwen Mezieres Nueva Caledonia      | [ 3 ] |
| −70 kg       | Shanice Takayawa Fiyi                | Poerava Temakeu Polinesia Francesa     |                                                                            | [ 3 ] |
| −78 kg       | Keresi Farouk Fiyi                   | Kay Cee Keneke Papúa Nueva Guinea      | Blossom Yee Joy Fiyi                                                       | [ 3 ] |
| +78 kg       | Rauhiti Vernaudon Polinesia Francesa | Elizabeth Valentine Fiyi               | Marie Keneke Papúa Nueva Guinea                                            | [ 3 ] |
| Ligero Libre | Jaycee Brival Nueva Caledonia        | Rosa Delots Nueva Caledonia            | Cloe Omo-Perraut Nueva CaledoniaVeniana Ravesi Fiyi                        | [ 3 ] |
| Pesado Libre | Shanice Takayawa Fiyi                | Poerava Temakeu Polinesia Francesa     | Teraimatuatini Bopp Polinesia FrancesaRauhiti Vernaudon Polinesia Francesa | [ 3 ] |
| Equipos      | Nueva Caledonia                      | Fiyi                                   | Polinesia Francesa                                                         | [ 3 ] |

## Medallero
| #  | País               | Medalla de oro | Medalla de plata | Medalla de bronce | Total |
| -- | ------------------ | -------------- | ---------------- | ----------------- | ----- |
| 1  | Nueva Caledonia    | 10             | 8                | 5                 | 23    |
| 2  | Fiyi               | 4              | 2                | 2                 | 8     |
| 3  | Polinesia Francesa | 3              | 6                | 10                | 19    |
| 4  | Guam               | 1              | 0                | 0                 | 1     |
| 5  | Tonga              | 0              | 1                | 2                 | 3     |
| 6  | Papúa Nueva Guinea | 0              | 1                | 1                 | 2     |
| 7  | Samoa              | 0              | 0                | 4                 | 4     |
| 8  | Nauru              | 0              | 0                | 3                 | 3     |
| 9  | Islas Salomón      | 0              | 0                | 2                 | 2     |
| 10 | Vanuatu            | 0              | 0                | 1                 | 1     |